# 塔里亚韦邦联
塔里亚韦邦联是印度尼西亚中巴布亚省米米卡县西部沿海地区历史上的一个政权。它是由几个卡莫罗人村落组成的联合体，约1900年，这些村落在一位名叫纳奥瓦的首领的领导之下联合起来。纳奥瓦从纳马托塔国王拉莫拉那里获得“国王”头衔，并以基皮亚为统治中心。塔里亚韦邦联的民众信仰伊斯兰教逊尼派和泛靈論。